# Towamba River
Towamba River är ett vattendrag i Australien. Det ligger i delstaten New South Wales, i den sydöstra delen av landet, omkring 380 kilometer söder om delstatshuvudstaden Sydney. Arean är 2,0 kvadratkilometer.
I omgivningarna runt Towamba River växer i huvudsak städsegrön lövskog. Runt Towamba River är det mycket glesbefolkat, med 5 invånare per kvadratkilometer. Genomsnittlig årsnederbörd är 1 209 millimeter. Den regnigaste månaden är juni, med i genomsnitt 224 mm nederbörd, och den torraste är juli, med 40 mm nederbörd.